# Allium phrygium
Allium phrygium är en amaryllisväxtart som beskrevs av Pierre Edmond Boissier och Benedict Balansa. Allium phrygium ingår i släktet lökar, och familjen amaryllisväxter. Inga underarter finns listade i Catalogue of Life.